# Triton-klassen
Triton-klassen var en af Søværnets skibsklasser, med i alt fire korvetter.
Skibene var givet til Danmark som en del af Marshallhjælpen i kølvandet på 2. verdenskrig. Eftersom skibene var bygget i Italien hed klassen i daglig tale i Søværnet aldrig andet end "Spagettibådene".
Der blev bygget 8 enheder af den såkaldte "Albatros - kl." 4 enheder til Danmark "Triton - kl." 3 (4) enheder til Italien "Albatros - kl." og en enhed til Holland "Lynx", der fik en kort levetid i den hollandske flåde på ca. 1 år. Den blev leveret tilbage til Italien.
"Triton - kl." Samlet pris var 70 mio kr. i 1954. 
Kort Uddrag af generalrapporter: (Triton - kl.) Et velsejlende og godt skib: Kløver søerne uden at dyppe stævn. Tager kun vand over i form af vandfygning. Ved sø på tværs slingrer skibet voldsomt,
men med behagelige bevægelser.
Er et glimrende manøvreskib i stille vejr, både frem og bak. 
F 347 Triton deltog 1965 i filmen "Flådens friske fyre" med Dirch Passer, Ove Sprogøe og Paul Hagen. I filmen ses "Triton" i en uvant opgave som fiskekutter. 
| Pennant | Navn    | Kølen lagt | Søsat         | Indgået       | Navngivet af                    | Udfaset      | Kaldesignal |
| ------- | ------- | ---------- | ------------- | ------------- | ------------------------------- | ------------ | ----------- |
| F344    | Bellona | -          | 9. jan 1957   | 2. feb 1957   | Signora Roberta Tusco Martschi. | 9. jan 1981  | OUED        |
| F345    | Diana   | -          | 19. dec 1954  | 30. juli 1955 | Fru. Inger Johanne Bech.        | 30. aug 1975 | OUEF        |
| F346    | Flora   | -          | 25. juni 1955 | 28. aug 1956  | Mrs. Ellen Gordon Allan.        | 1977         | OUEG        |
| F347    | Triton  | -          | 12. sep 1954  | 10. aug 1955  | -                               | 9. jan 1981  | OUEH        |

## Adopteret af
- F 344 Bellona var adopteret af Kolding den. 8. juni 1968.
- F 345 Diana var ikke adopteret.
- F 346 Flora var adopteret af Næstved.
- F 347 Triton var ikke adopteret.